# Ignacio Zoco
Ignacio Zoco (Garde, Navarra, 31 de julio de 1939-Madrid, 28 de septiembre de 2015) fue un futbolista español. Jugó como centrocampista en el C. A. Osasuna, en el Real Madrid C. F. y en la selección española.
Fue presidente de honor de la Asociación de Exjugadores del Real Madrid C. F., cargo en el que sucedió a Alfredo Di Stéfano. Casado con la cantante española María Ostiz.

## Trayectoria
Su trayectoria profesional comenzó en el C.A. Osasuna de Pamplona, donde jugó de 1959 a 1962 y ya destacó por su gran presencia física (1,84 m) como un sólido centrocampista. En 1962 fue fichado por el Real Madrid, donde jugaría doce temporadas, hasta 1974, coincidiendo con una de las épocas más gloriosas de la entidad. En su etapa como jugador blanco, Zoco consiguió 7 Ligas y 1 Copa de Europa, la de 1966, venciendo en la final al Partizán de Belgrado 2-1.
En 1974, el año de su retirada, se casó con la cantautora asturiana María Ostiz. Tras su retirada fue delegado de Deportes del Gobierno de Navarra por la Unión de Centro Democrático (UCD). Siguió vinculado al Real Madrid como miembro de la junta directiva de la Asociación de exjugadores del club. El 13 de enero de 1994 fue nombrado delegado del primer equipo madridista, en lugar de Miguel Ángel González. Desempeñó esta función hasta el final de la temporada 1997/98, cuando fue reemplazado por el recién retirado Chendo.

## Selección nacional
A lo largo de su trayectoria deportiva, Zoco vistió en 25 ocasiones la camiseta de la selección de fútbol de España, consiguiendo un gol. Debutó, siendo todavía jugador de Osasuna en segunda división, el 19 de abril de 1961 en Cardiff, ante Gales (partido que ganó España, 2-1, y que era válido, por las eliminatorias, rumbo al Mundial Chile 62), y disputó su último encuentro el 23 de febrero de 1969 en Lieja, ante Bélgica (Partido que ganó Bélgica, también 2-1, y que era válido, por las eliminatorias, rumbo al Mundial México 70). Participó en la Eurocopa de España de 1964, en la que España se proclamó campeón, venciendo en la final 2-1 a la ya desaparecida Unión Soviética, y en el Mundial de Inglaterra de 1966, en que el combinado español cayó eliminado en la primera fase por Argentina y Alemania Occidental, perdiendo ambos partidos, por 2-1, y venciendo, por el mismo marcador, a Suiza.

## Características
Zoco era un jugador de gran fortaleza, sin grandes cualidades técnicas pero con una importante presencia en el terreno de juego y gran capacidad para destruir el juego del rival. Debido a estas características se empleó como centrocampista defensivo y, en ocasiones, también como defensa.

## Fallecimiento
Falleció el 28 de septiembre de 2015. Sus restos mortales fueron trasladados al tanatorio de La Paz de Alcobendas, y fue enterrado el 30 de septiembre en el cementerio municipal de San José de Pamplona.

## Palmarés

### Campeonatos nacionales
| Título             | Club              | Año  |
| ------------------ | ----------------- | ---- |
| Campeonato de Liga | Real Madrid C. F. | 1963 |
| Campeonato de Liga | Real Madrid C. F. | 1964 |
| Campeonato de Liga | Real Madrid C. F. | 1965 |
| Campeonato de Liga | Real Madrid C. F. | 1967 |
| Campeonato de Liga | Real Madrid C. F. | 1968 |
| Campeonato de Liga | Real Madrid C. F. | 1969 |
| Copa               | Real Madrid C. F. | 1970 |
| Campeonato de Liga | Real Madrid C. F. | 1972 |
| Copa               | Real Madrid C. F. | 1974 |

### Campeonatos internacionales
Nota * : incluyendo la selección.
| Título         | Equipo *          | Año  |
| -------------- | ----------------- | ---- |
| Eurocopa       | España            | 1964 |
| Copa de Europa | Real Madrid C. F. | 1966 |